# South West Technical Products Corporation S/09
South West Technical Products Corporation S/09 (S/09) је професионални рачунар фирме South West Technical Products Corporation који је почео да се производи у Сједињеним Америчким Државама током 1979. године.
Користио је Motorola 6809 микропроцесорску јединицу а RAM меморија рачунара је имала капацитет од од 8 KB до 768 KB. 
Као оперативни систем кориштен је S/09, 0S-9, FLEX.

## Детаљни подаци
Детаљнији подаци о рачунару S/09 су дати у табели испод.
|                       |                                                  |
| [ 1 ]                 |                                                  |
| Произвођач            |                                                  |
| Тип                   | професионални рачунар                            |
| Меморија              | од 8 до 768 KB                                   |
| Поријекло             | Сједињене Америчке Државе                        |
| Година                | 1979                                             |
| Тастатура             | зависи од коришћеног видео-терминала             |
| Процесор              |                                                  |
| Фреквенција процесора | 1 или 2 зависи од процесорске плоче.             |
| RAM                   | од 8 до 768 KB                                   |
| ROM                   | 2 (монитор)                                      |
| Текст                 | зависи од видео-терминала, обично 80 x 24        |
| Графика               |                                                  |
| Боја                  |                                                  |
| Звук                  | нема звука                                       |
| Димензије             | 16 (ширина) x 8 (висина) x 18 1/4 (дубина), инча |
| Портови               |                                                  |
| Оперативни систем     |                                                  |